# Bernd Schorb

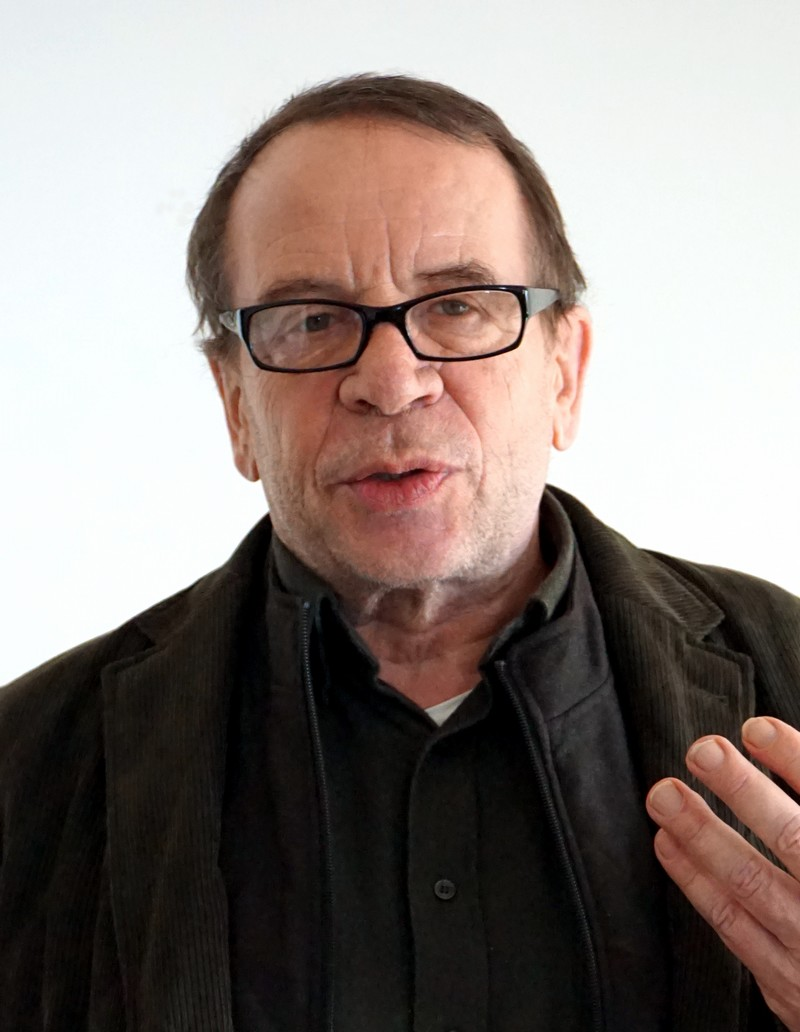
Bernd Schorb (2015)

Bernd Schorb (* 5. März 1947 in Wertheim) ist ein deutscher Erziehungswissenschaftler und emeritierter Professor für Medienpädagogik und Weiterbildung am Institut für Kommunikations- und Medienwissenschaft der Universität Leipzig.

## Leben und Wirken
Schorb studierte Pädagogik, Politikwissenschaft, Psychologie, Soziologie und Zeitungswissenschaften an der Ludwig-Maximilians-Universität München und promovierte 1975 bei Hans Schiefele. 1994 habilitierte er sich an der Fakultät für Pädagogik der Universität Bielefeld (Habilitationsschrift: „Medienalltag und Handeln. Medienpädagogik in Geschichte, Forschung und Praxis“), bevor er von 1994 bis 2013 als Professor für Medienpädagogik und Weiterbildung am Institut für Kommunikations- und Medienwissenschaft der Universität Leipzig tätig war – seit 1997 auch als kooptiertes Mitglied an der Fakultät für Erziehungswissenschaften. Er war zudem 2000 bis 2012 Direktor des Zentrums für Medien und Kommunikation (ZMK) der Universität Leipzig.
Von 1976 bis 1994 war Schorb Direktor des JFF – Institut für Medienpädagogik in Forschung und Praxis in München und ist seit 1994 Vorsitzender des Vereines JFF, Träger des Instituts.
Bernd Schorb hat sowohl am JFF als auch an der Universität Leipzig wissenschaftliche Begleit- und Medienaneignungsstudien durchgeführt. Exemplarisch für sein Engagement im Kontext der handlungsorientierten medienpädagogischen Praxis steht seine Tätigkeit von 1995 bis 2012 als Programmdirektor des Lokalradios mephisto 97.6 der Universität Leipzig, an dessen Gründung er maßgeblich beteiligt war. Schorb gehört darüber hinaus zu den Mitbegründern des Medienpädagogik e.V., dessen Vorsitz er seit 1999 führt.
Seinem Interesse am Themenfeld „Alter(n) und Medien“ in medienpädagogischer Theorie, Forschung und Praxis geht er seit 2009 als 2. Vorsitzender und Gründungsmitglied im Verein Gesellschaft – Altern – Medien e.V. nach.
Bernd Schorb ist Sohn des Bildungsforschers und Medienpädagogen Alfons Otto Schorb

### Medienkompetenz
Innerhalb der Disziplin ist Bernd Schorb ein Vertreter des Begriffes Medienkompetenz, den er konzeptionell weiter differenziert hat. Für ihn ist Medienkompetenz „die Fähigkeit auf der Basis strukturierten zusammenschauenden Wissens und einer ethisch fundierten Bewertung der medialen Erscheinungsformen und Inhalte, sich Medien anzueignen, mit ihnen kritisch, genussvoll und reflexiv umzugehen und sie nach eigenen inhaltlichen und ästhetischen Vorstellungen, in sozialer Verantwortung sowie in kreativem und kollektivem Handeln zu gestalten.“ Entsprechend präzisiert er Medienkompetenz in den Dimensionen
- Medienwissen als Funktionswissen, Strukturwissen, Orientierungswissen,
- Medienbewertung als kritische Reflexion, ethisch und kognitiv basierte Qualifizierung und
- Medienhandeln als Medienaneignung, -nutzung, -partizipation, -gestaltung.

Weitere Schwerpunkte seiner wissenschaftlichen Arbeit sind die theoretische Fundierung des Begriffes Medienaneignung sowie die Entwicklung des Forschungsansatzes des kontextuellen Verstehens der Medienaneignung.

### Medienaneignung
Mit dem Begriff Medienaneignung beschreibt Schorb das wechselseitige Verhältnis von Subjekten und Medien – jeweils eingebettet in den gegebenen gesellschaftlichen Kontext. So fasst er Medienaneignung zusammen mit Helga Theunert als „Prozess der Nutzung, Wahrnehmung, Bewertung und Verarbeitung von Medien aus Sicht der Subjekte unter Einbezug ihrer – auch medialen Lebenskontexte“. Das Konzept der Medienaneignung entwickelt Schorb mit Bezug auf das Aneignungskonzept in der Tätigkeitstheorie von Alexei Nikolajewitsch Leontjew.

### Kontextuelles Verstehen der Medienaneignung
Um Medienaneignungsprozesse empirisch zugänglich zu machen, hat Bernd Schorb gemeinsam mit Helga Theunert den Forschungsansatz des kontextuellen Verstehens der Medienaneignung formuliert, bei dem in Abgrenzung zur Rezeptionsforschung besonderen Wert darauf liegt, die jeweiligen kontextuellen Bedingungen des Medienhandelns nachzuvollziehen. Nur so können – nach diesem Ansatz – als Grundlage für medienpädagogisches Handeln die Sinngehalte, die die Subjekte Medien, ihren Inhalten und dem Medienhandeln zuweisen, rekonstruiert und sinnhaft interpretiert werden (vgl. Qualitative Forschung). Als wesentliche Forschungsprämissen des Ansatzes gelten die Bewahrung des Subjektstatus der Untersuchungsteilnehmenden, Adressatenorientierung, Sinnbewahrung und -verstehen im Rahmen der Interpretation der erhobenen Daten, Gegenstandsadäquatheit mit Blick auf das Erkenntnisinteresse und schließlich eine umfassende Erhebung des Kontextes, worunter alle Informationen zu fassen sind, „die das Handeln und Verhalten des untersuchten Subjektes erklären können, sowohl in ihrem aktuellen Auftreten, als auch in ihrer Genese“ (ebd. 1996: 226). Das Kontextuelle Verstehen der Medienaneignung war Grundlage für eine Vielzahl von Forschungsprojekten, in denen adressatenadäquate qualitative Methoden (insbesondere zum Medienhandeln von Kindern und Jugendlichen) entwickelt und erprobt wurden.

## Schriften
Neben der Veröffentlichung zahlreicher Monografien, Sammelbände und Aufsätze ist Bernd Schorb Mitherausgeber der Zeitschrift „merz. medien + erziehung“, des Journals „Medien & Altern. Zeitschrift für Forschung und Praxis“ sowie der Schriftenreihe „Gesellschaft – Altern – Medien“.
Ausgewählte Schriften:
- Schorb, Bernd; Jünger, Nadine; Rakebrand, Thomas (Hg.) (2013): Die Aneignung konvergenter Medienwelten durch Jugendliche. Das Medienkonvergenz Monitoring. Unter Mitarbeit von Michael Baumann, Mathias Berek und Jan Keilhauer et al. Berlin: Vistas (Schriftenreihe der SLM, 24).
- Hüther, Jürgen; Schorb, Bernd (Hg.) (2005): Grundbegriffe Medienpädagogik. 4., vollst. neu konzipierte Aufl. München: kopaed.
- Schorb, Bernd (1995): Medienalltag und Handeln. Medienpädagogik im Spiegel von Geschichte, Forschung und Praxis. Opladen: Leske + Budrich.